# Касов апарат
Касовият апарат е механично или електронно устройство за изчисляване и регистриране на продажбите, често с чекмедже за съхраняване на пари в брой. Съвременните касови апарати отпечатват и касова бележка за продажбата.
Чекмеджето, съдържащо парите, най-често може да бъде отворено само след извършена продажба или чрез специален ключ, който се съхранява от собственика на магазина и евентуално може да бъде предоставен на определени от него служители. Целта е да се намали риска от кражба от страна на продавачите, които иначе, ако клиентът не поиска касова бележка, биха могли да не регистрират продажбата и да приберат получените пари за себе си. Тъй като при продажбите в брой най-често се налага връщането на ресто, продавачът не би могъл да получи достъп до парите, с които да го върне, без първо да регистрира продажбата.
Всъщност, първите касови апарати се появяват през 19 век изключително с цел предотвратяване на злоупотреби от страна на недобросъвестни продавачи .